# Золотые ворота (Владимир)
Золоты́е воро́та — памятник древнерусской архитектуры, расположенный в городе Владимире. Памятник Всемирного наследия ЮНЕСКО. Построены в 1164 году при владимирском князе Андрее Боголюбском, который перенёс столицу княжества во Владимир из Суздаля. Золотые ворота использовались как оборонительное сооружение и как триумфальная арка. Они оформляли парадный вход в самую богатую княжеско-боярскую часть города (Новый город).

## История
Согласно ученому Воронину Н. Н. и искусствоведу Скворцову А. И., ворота были построены княжескими мастерами. Об этом, в частности, свидетельствует княжеский знак, оставленный строителем на одном из белокаменных блоков. Постройка сложена в технике полубутовой кладки, широко распространившейся во владимиро-суздальском зодчестве. Строгие пропорции проездной арки, перекрытой мощным полуциркульным сводом, и особое изящество небольшой церкви наверху придавали сооружению величественный характер, хорошо соответствующий его назначению. Дата закладки ворот относится к 1158 году, окончание строительства — 1164 год, когда была освящена надвратная Ризположенская церковь. Сооружение ворот на этом месте связано с тем, что они прикрывали аристократическую часть города, где находился княжеский двор.
По сообщению историка В. Н. Татищева, мастерами, возводившие Золотые ворота, были люди прибывшие от императора Священной Римской империи Фридриха I Барбароссы, c которым князь водил дружбу. От Барбароссы пришли мастера по скульптурному декору и, возможно, зодчий. Но если приход последнего и имел место, то перед ним были поставлены достаточно узкие задачи: разработка иконографии декора и руководство соответствующими мастерами; увеличение размеров и повышение качества построек.
Во время правления Андрея Боголюбского город опоясывался протяжённым валом и имел пять входных ворот (кроме Золотых, это Медные, Иринины или же Оринины, Серебряные и Волжские), а также внутренние ворота, соединявшие между собой части города — Ивановские и Торговые. До наших дней дошли лишь Золотые ворота. Вместе с Серебряными воротами, являвшимися восточным въездом во Владимир, Золотые ворота, расположенные на западе, образовывали логическую пару, отсылающую к библейскому концепту Нового Иерусалима.
Это были самые парадные ворота города в XII—XIII веках. Ипатьевская летопись сообщает, что князь их золотом «учини», имея в виду, что они были покрыты листами золоченой меди, ярко блестевшей на солнце и поражавшей воображение современников. По этой причине всё сооружение получило название Золотых ворот. Вплотную к воротам с севера и юга примыкали насыпные валы с глубокими рвами с наружной стороны. Через рвы от ворот проходил мост, выводивший за город. Высота арки достигала 14 метров. Массивные дубовые створы ворот, висевшие на кованых петлях, примыкали к арочной перемычке, сохраняющейся и ныне. По верху этой перемычки был устроен деревянный настил, который служил дополнительной боевой площадкой. От настила сохранились лишь гнёзда для балок в кладке стен. Вход на площадку осуществлялся через дверной проем в южной стене, в толще которой проходила каменная лестница с ползучим коробовым сводом. На этом же уровне с противоположной стороны лестницы был выход на южную линию земляных валов. С севера на валы шел проход прямо с помоста через дверь в стене. Лестница же в южной стене вела далее на верхнюю боевую площадку, имевшую зубчатые стены в виде бойниц. В центре этой площадки была возведена надвратная белокаменная церковь Положения риз Богоматери. Скорее всего, она представляла собою довольно стройный храм уже знакомого по постройкам Юрия Долгорукого типа: квадратный в плане четырёхстолпный с тремя алтарными апсидами с внутренними и наружными лопатками на стенах, тремя арочными порталами, цилиндрическим барабаном и скромным убранством в виде декоративного пояска, идущего посредине высоты фасада.
Ворота сохранились с сильными перестройками. К древним частям этого сооружения относится широкая проездная арка с мощными боковыми пилонами и боевая площадка над ними, дошедшая фрагментарно.
В феврале 1238 года Золотые ворота осаждали татары, однако прорвать их не смогли. Они проникли в город через пролом в деревянной стене около Золотых ворот. Завоеватели сорвали с петель дубовые створы и содрали с них драгоценную золоченую медь. Однако насколько в действительности пострадали Золотые ворота при осаде Владимира, неизвестно. Во всяком случае, уже в XV веке здание потребовало капитального ремонта.
Частые опустошительные пожары и нашествия врагов значительно исказили облик Золотых ворот. Согласно письменным источникам, ремонт надвратной церкви проводился в 1469 году под руководством архитектора и скульптора В. Д. Ермолина. В 1641 году по указу царя Михаила Фёдоровича московский зодчий Антипа Константинов составил смету на починку врат, но восстановительные работы были начаты только в конце XVII века.
В 1778 году ворота горели во время большого городского пожара. Несколько лет спустя в связи с осуществлением новой регулярной планировки города валы, примыкавшие к стенам Золотых ворот, были срыты для устройства проезда около них. От них, в частности, остался так называемый Козлов вал у Золотых ворот, высотой около 6 метров, первоначально — 9 метров. Тем самым конструкции воротных опор были ослаблены, и встал вопрос о ремонте древнего сооружения. В 1795 году был принят проект архитектора Чистякова, по которому к углам пилонов были пристроены контрфорсы, заключённые в круглые башни. В это же время были переложены заново из старого камня своды ворот, а на них возведена новая Ризположенская церковь из кирпича, освященная в 1810 году. В таком не первоначальном виде Золотые ворота и дошли до настоящего времени, хотя с начала XIX века неоднократно предпринимались попытки восстановить их в первоначальных формах.
20 августа 1983 года, по случаю торжеств Дня города, в нишу одной из угловых башен была вложена капсула с посланием к владимирцам XXI века. Летом 1991 года владимирцы встречали у Золотых ворот мощи святого Серафима Саровского, торжественно перевозимые из Санкт-Петербурга в село Дивеево Нижегородской области.
В середине 1990-х годов над аркой ворот были помещены, как и в былые времена, иконы: Божьей Матери — с востока, Христа Спасителя — с запада.
В 1992 году Золотые ворота были включены в список Всемирного наследия ЮНЕСКО в составе объекта Белокаменные памятники Владимира и Суздаля.

## Музей Золотые ворота
Золотые ворота находятся в ведении Владимиро-Суздальского музея-заповедника. В надвратной церкви располагается военно-историческая экспозиция. Центральное место в экспозиции занимает диорама, передающая драматические события февраля 1238 года: защиту Владимира во время штурма войсками хана Батыя (автор — народный художник РСФСР Ефим Дешалыт, 1972 год).
В экспозиции представлено оружие и воинское снаряжение разного времени: боевые болты метательной машины, наконечники стрел и копий XIII века, кольчуга, бердыш, трофейный польский арбалет начала XVII века, кремнёвые ружья екатерининской эпохи, стальная кираса и мушкетон периода Отечественной войны 1812 года, винтовка, мундир, знамёна и награды конца XIX века, трофейное турецкое оружие.
Экспозиция продолжается на бывшей боевой площадке, превращённой в начале XIX века в закрытую галерею-паперть. Здесь расположена «Галерея героев-владимирцев»: портреты, мемориальные вещи, документы, фотографии 160 Героев Советского Союза — участников Великой Отечественной войны и героев мирного времени. В экспозиции представлены образцы стрелкового оружия, созданного конструкторами-оружейниками из города Коврова: Василием Дегтярёвым, Сергеем Симоновым, Георгием Шпагиным и другими. Необычную витрину составили вещи космонавта Валерия Кубасова.

## Прочие сведения
- По мнению некоторых исследователей, в частности, Николая Воронина, владимирские Золотые ворота не имели аналогов в средневековой Европе; архитектура европейского Средневековья знала лишь чисто крепостные башенные сооружения, в то время как Золотые ворота во Владимире, помимо оборонительных функций, выполняли роль главного въезда в город[10].
- По одной из легенд, в 1767 году карета императрицы Екатерины II застряла в узкой арке, а пожар 1778 года ускорил снос валов и ремонт здания[11].
- В середине XIX века в связи с прокладкой во Владимире водопровода бездействующие на тот момент Золотые ворота предполагалось приспособить под водосборник-распределитель, но проект не состоялся. Для этих нужд недалеко от ворот было выстроено специальное здание водонапорной башни, в которой ныне находится музей и обзорная площадка[12].
- Золотые ворота стоят на трассе, ведущей из центра Владимира на Москву, в этом месте дорога огибает ворота слева и справа. Проход через арку Золотых ворот свободный, какие-либо заграждения отсутствуют. Известны случаи, когда через арку проезжали на автомобилях лихачи, либо водители, не справившиеся с управлением. Руководство музея-заповедника отрицательно относится к идее установки каких-либо дополнительных заграждений, поскольку это нарушило бы архитектурный облик памятника. Выдвигалась идея переместить ворота, чтобы спрямить автомобильную дорогу, но она не получила поддержки.[13][14][15]